# Alumohidrocalcita
L'alumohidrocalcita és un mineral de calci i alumini de la classe dels carbonats. Rep el seu nom de la seva composició química: alumini (alum-), aigua (hidro) i carbonat de calci (calcita). És una espècie relacionada amb la paraalumohidrocalcita, i pertany al grup de la dresserita.
La localitat tipus d'aquesta espècie es troba a Potekhina, Sorsk, Khakàssia, Sibèria, Rússia, on va ser descoberta l'any 1926.

## Característiques
Es troba en forma de fibres i agulles, de fins a 2,5 mm; comunament en agregats radials i esferulites, guarnicions de cristalls i pols de masses calcàries. Cristal·litza en el sistema triclínic. La seva duresa en l'escala de Mohs és de 2,5, és a dir, és considerat un mineral tou. La seva fórmula química va ser actualitzada l'any 2025 a CaAl₂(CO₃)₂(OH)₄(H₂O)₃·H₂O, degut a que a partir del mes de juliol de 2025 canvia la manera en que es mostren les molècules d'aigua a les fórmules depenent si els oxígens pertanyen a algun poliedre de coordinació o no.
Segons la classificació de Nickel-Strunz, l'alumohidrocalcita pertany a «05.D - Carbonats amb anions addicionals, amb H₂O, amb cations grans i de mida mitjana» juntament amb els següents minerals: nasledovita, paraalumohidrocalcita, dresserita, dundasita, montroyalita, estronciodresserita, petterdita, kochsandorita, hidrodresserita, schuilingita-(Nd), sergeevita i szymanskiïta.

## Formació i jaciments
L'alumohidrocalcita es forma a baixa temperatura per l'acció de les aigües carbonatades en al·lòfana o dickita en dolomites i calcàries; les varietats amb cromi es formen a prop de cromita alterada de serpentinites. Es troba associada als minerals: hidromanganita, volborthita, malaquita, limonita, cuprita, coure i al·lòfana.
Ha estat trobada a Alemanya, l'Argentina, Àustria, Bèlgica, Eslovàquia, els Estats Units, França, Hongria, Itàlia, el Japó, el Kirguizstan, el Pakistan, Polònia, el Regne Unit, Rússia i el Turkmenistan. A Catalunya se n'ha trobat a la pedrera del Turó de Montcada, a Montcada i Reixac (El Vallès Occidental) i les mines de Rocabruna, a Gavà (El Baix Llobregat).